# František Matoušek (výtvarník)
František Matoušek (* 26. října 1967 Boskovice) je český malíř. Jeho tvorba patří k nejoriginálnějším projevům domácí výtvarné scény.

## Život
František Matoušek se nejprve vyučil písmomalířem a pracoval jako lakýrník. V letech 1986 - 88 absolvoval povinnou základní vojenskou službu. Do Prahy zprvu cestoval na demonstrace a podepsal zde petici Několik vět. Po roce 1989 se několikrát neúspěšně hlásil na Akademii výtvarných umění v Praze a roku 1993 byl bez maturity přijat díky výtvarnému talentu. Studoval u prof. Jiřího Lindovského a v ateliéru Jiřího Davida, kde od roku 1996 začal jako podklad obrazů používat džínovinu. Podařilo se mu tak nalézt vlastní autonomní výrazový prostředek fungující jako nezaměnitelné signum.
Takto vytvořené obrazy vystavil poprvé na skupinové výstavě Mrtvé duše v galerii Nová síň v Praze v roce 1997. Je zakládajícím členem umělecké skupiny Luxsus (1995-1998), sdružující umělce z Davidova ateliéru (Vilém Kabzan, David Adamec, František Matoušek, Michal Novotný, Jakub Špaňhel). Značkou Luxsusu bylo sdílení pláten. Jeden obraz pak byl dílem dvou nebo i více členů skupiny. Skupina Luxsus obnovila činnost roku 2019.
Matoušek se od začátku profiloval jako autor s vyhraněnou vnitřní citlivostí vůči komerčnímu a ideologickému dobovému braku. Absolvoval roku 1999, samostatně vystavuje od roku 1998. V roce 2000 byl na stipendijním pobytu v USF Kulturhuset v Bergenu v Norsku, 2001 na stipendijním pobytu ve Vermont Studio Center v USA. Matoušek rád spolupracuje s jinými umělci - na AVU např. s Jakubem Špaňhelem. V posledních letech společně s módní návrhářkou Monikou Drápalovou vytvořili kolekci šatů, triček a kabelek s názvem Spirit, are you there...?
Tvorba Františka Matouška je okamžitě rozpoznatelná díky originální technice malby na denim. Od roku 2017 podepisuje svoje obrazy novým jménem Francis de Nîm. Podle autora je džínovina nesmrtelná.

## Dílo
František Matoušek zprvu experimentoval s výtvarnými technikami a v 90. letech vytvořil několik objektů z korálků (Tutu, 1997). Od roku 1996 pracuje výhradně s džínovinou a to technikou, kterou sám vyvinul a která spočívá ve vytrhování bílých nití z osnovy látky. Je to velmi pracný, zdlouhavý a komplikovaný tvůrčí postup, ale pracuje s ním i v plenéru. Zprvu používal k malbě novou tkaninu, která je tmavší a rovnoměrně zbarvená. Později se rozhodl do plochy obrazu včlenit i stopy obnošení, díry a viditelné opravy na lícové straně džínsů. Tento postup tak uchovává část osobního příběhu člověka, který oděv užíval a v kombinaci s malbou propůjčuje obrazům jejich jedinečnost. Využívá i některé techniky, které si osvojil v mládí nebo během studií, jako je batikování nebo stříkání sprejem přes šablony.
Různé názvy džínsů souvisejí se zeměpisným původem pracovních kalhot námořníků (Janov/Genoa – jeans), značkou dodavatele prvních jeansů do obchodů Tuzexu v Československu v 60. letech (Rifle Jeans - rifle) nebo s romantikou kovbojek a divokého Západu (texasky). Název látky pochází od sídla francouzského výrobce textilu v Nimes (serge de Nîmes – denim).
V Matouškově tvorbě je látka důležitá, ale to materiálně neuchopitelné, co skrze ni prostupuje a jeho ojedinělá schopnost zpracovat používaný materiál do absolutně soustředěné a umělcem kontrolované syntézy, je ještě důležitější. Přestože se džínsy staly univerzálním symbolem globální civilizace, nejedná se o nějaké jednoduché gesto, kterým by se přihlásil ke globalizované popkultuře svou vlastní verzí pop-artu.

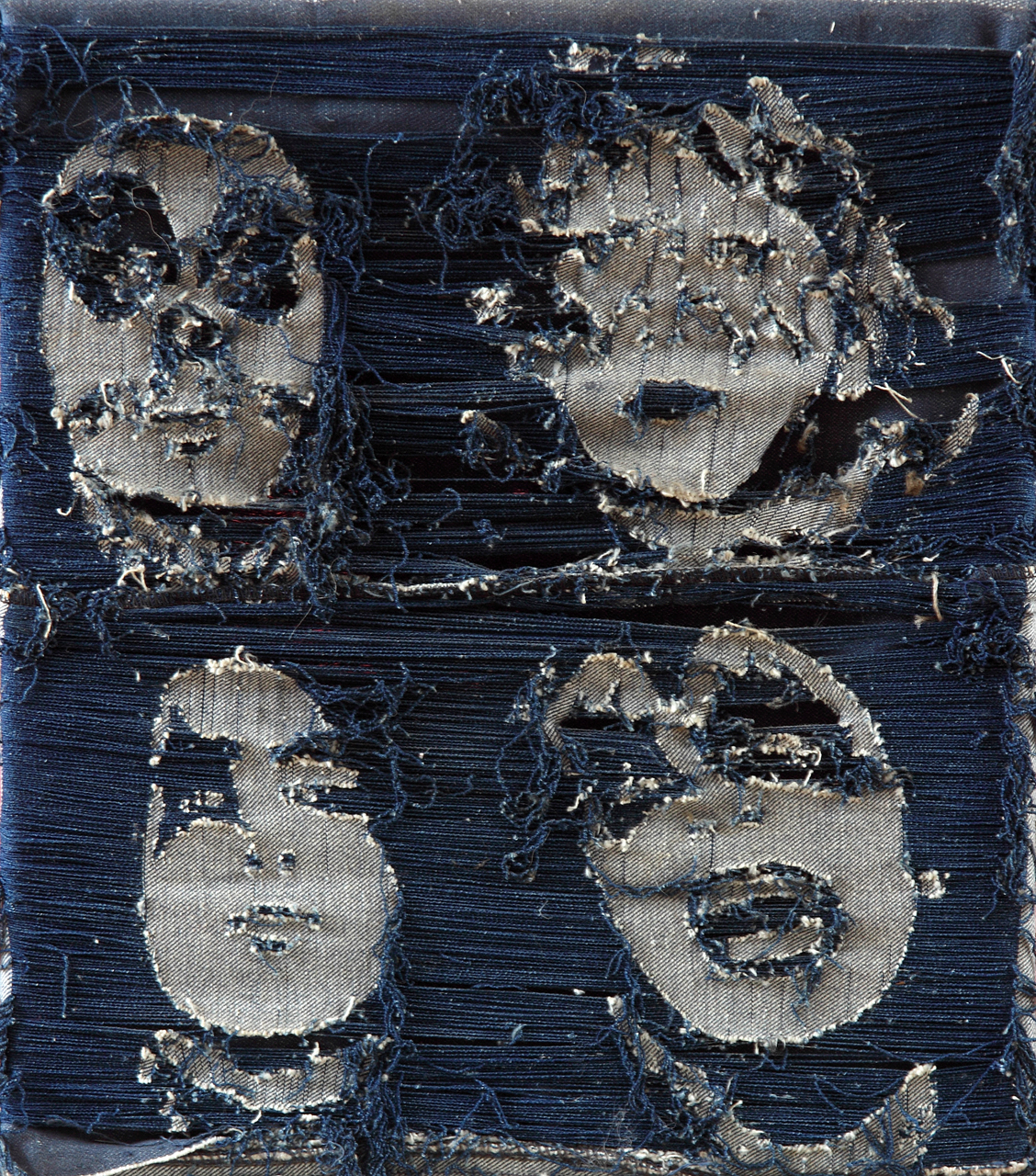
Kissáci, páraná riflovina (1997)
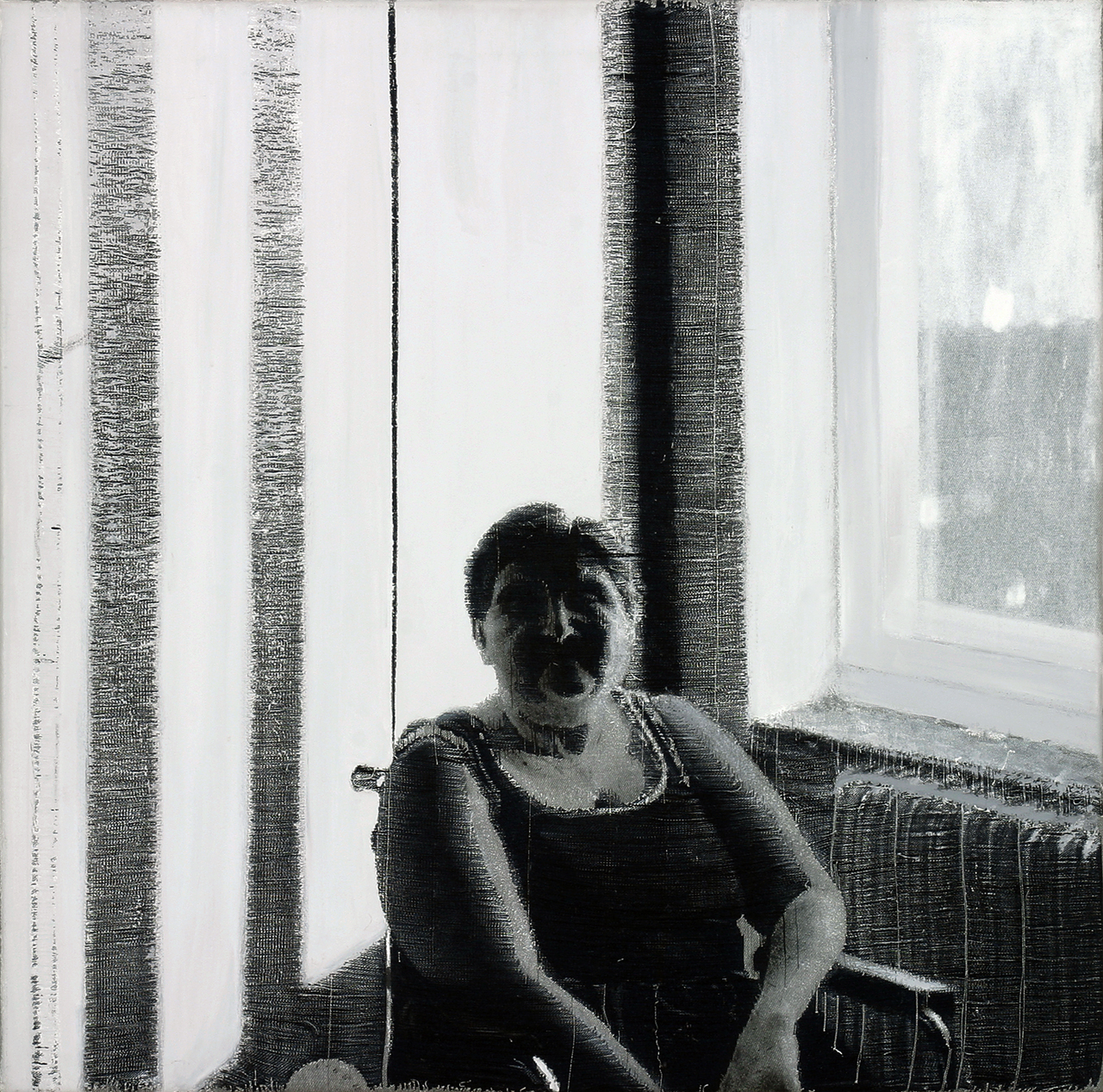
Jana I, akryl na párané riflovině, 85 X 85 cm (2004)
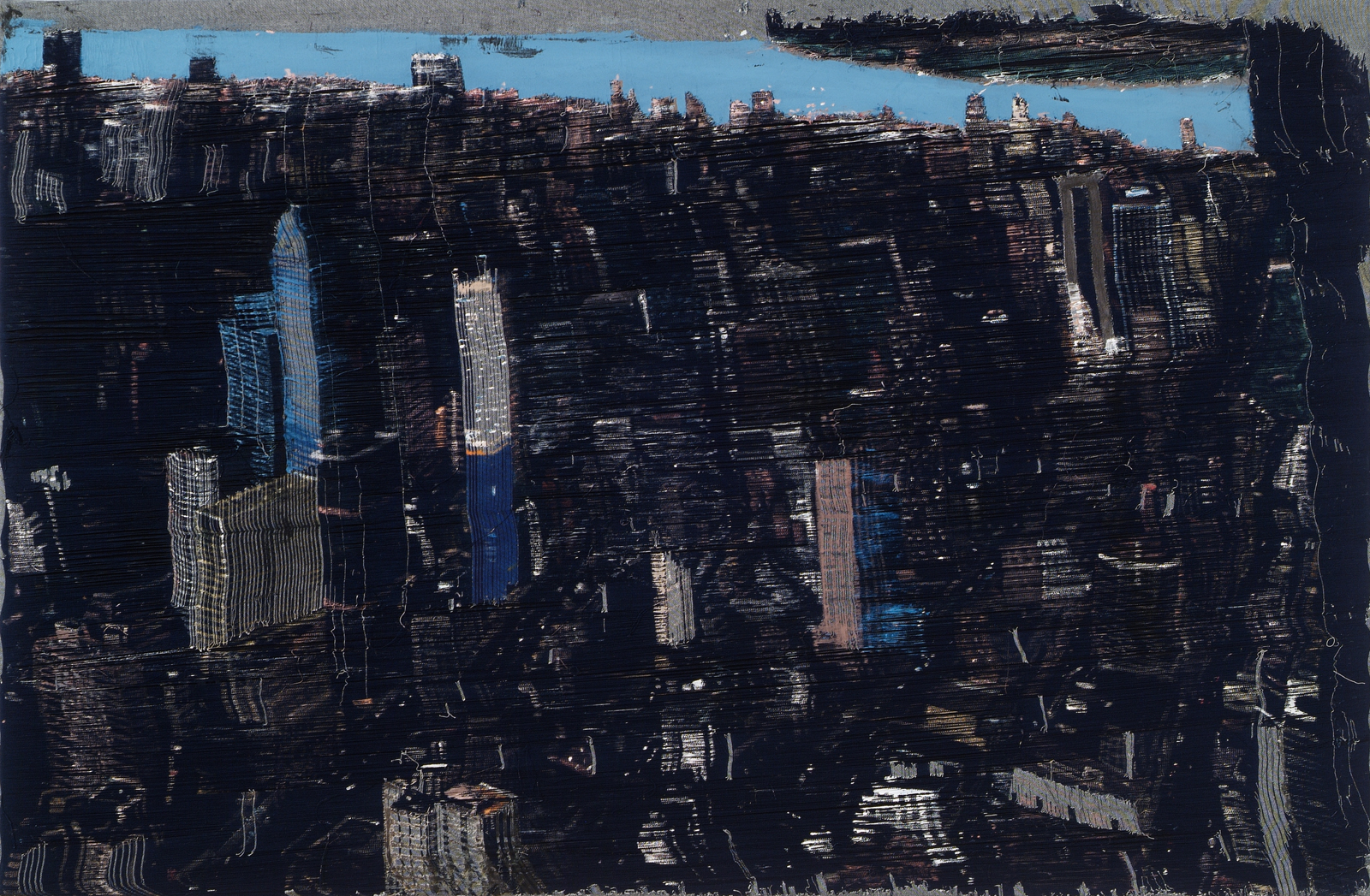
Wen Kroy, akryl na párané riflovině (2004)
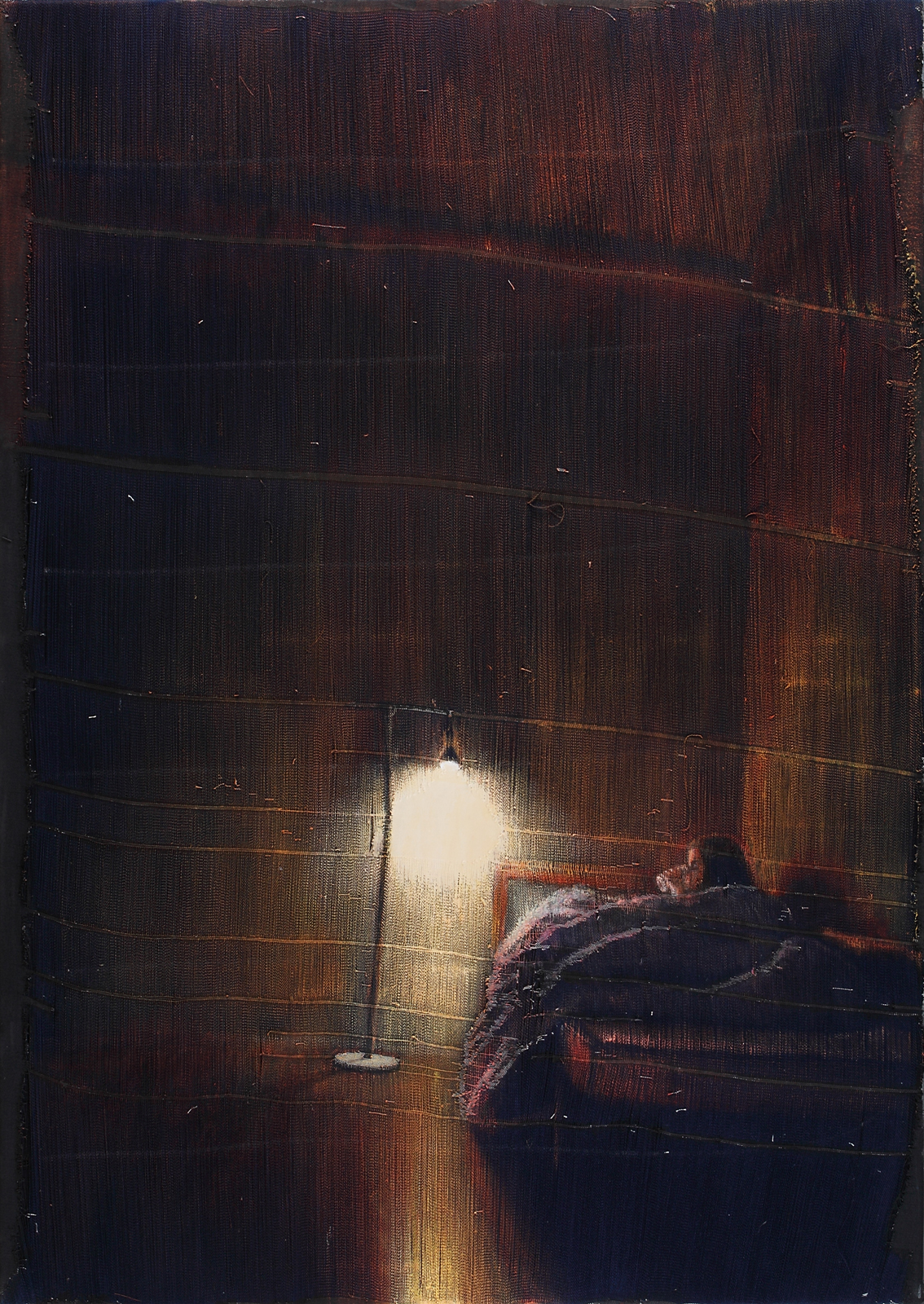
V noci, akryl na párané riflovině (2009)
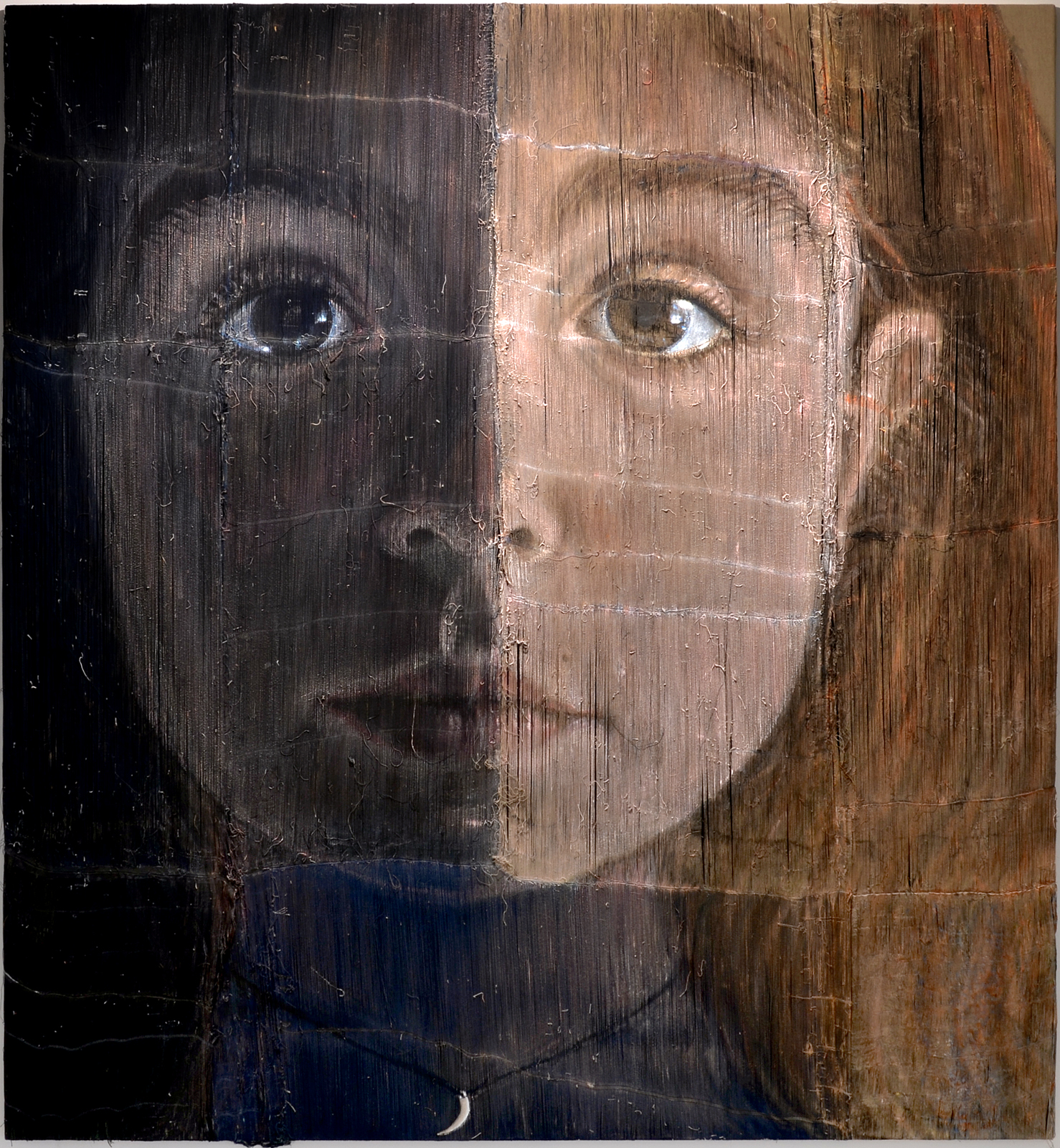
Dívka se zubem, akryl, páraná riflovina (2011)

Volba džínoviny je aktem ozvláštnění, který vyjímá předmět z jeho obvyklého kontextu. Její užití má kromě praktické funkce – barevnost a struktura podkladu, také význam symbolický. Od 60. let až do doby autorova dospívání na sklonku komunistického režimu byly džínsy symbolem svobody, vzdoru a odporu a staly se nositelem kolektivní paměti několika generací mladých lidí. Matoušek ve svých obrazech slučuje několik časových dimenzí – na materiálu se kterým bylo spojeno jeho dospívání, zobrazuje tváře rodičů z fotografií 50. let, svých přátel a členů rodiny nebo hudebních idolů (Jimi Hendrix, 2006) a oblečením jim dává podobu současníků (Jana, 2004). Řada obrazů je částečným nebo introspektivním autoportrétem, v němž výslednou podobu skládají různé vrstvy paměti. Často se věnuje tvorbě portrétů lidí, kteří jsou pro něj předmětem ironie, vzteku či pohrdání (Bohdalka, Gott 1997), případně ostrou reakcí na prožívanou politickou realitu, přenesenou na symbol zla jako byl Joseph Goebbels (1922). Jeho rozsáhlá série portrétů Geraldiny Chaplin s Anou z let 2019-2021 má původ ve filmovém dramatu Starý dům uprostřed Madridu Carlose Saury (1976).
V cyklu „Co mám na světě rád“ z prostředí malířova půdního bytu jsou hlavními aktéry umělcovy děti a s nimi spojené rodičovské starosti a úzkosti. Potemnělý interiér je osvětlen lampou nebo malým oknem, intimitu domova dokresluje i křesťanský motiv křížku (V noci, 2009). Své děti zachytil na plátnech z džínoviny v průběhu let od porodu až do školního věku v sérii "Kindertherapie".
Dalším námětem Matouškových obrazů jsou krajiny. Od své první návštěvy New Yorku v roce 2000 maluje jeho městský exteriér viděný z nadhledu nebo z dálky. Ze sedmého patra tovární budovy v Brooklynu, kde tehdy bydlel, se panoráma rozprostírá od industriálních budov v popředí až k East River a Manhattanu na obzoru. Osnova látky souzní s vertikalitou mrakodrapů i pravoúhlou uliční sítí. Matoušek během svých pobytů procestoval a důkladně poznal ostrov Ibiza, který má pro něj i symbolický význam jako centrum hippies v době jeho dospívání v 60. letech. Vizuální zážitek místa se u něj propojuje s historií i obyvateli, kteří tvoří jeho identitu. Častým námětem je moře s bárkami, viděné z pobřeží Benirrás (Benniras, 2016-2022).
Na mořské pobřeží Coney Islandu, Manhattan Beach (2018) nebo Staten Island (2018) s nekonečným horizontem a zvláštním světlem zajíždí během pobytu v New YorkuZvolená technika páraného textilu se tu vzácně potkává se smyslem pro iluzi prostoru, velké prostorové kontrasty se zobrazí stejně jako nepatrné a takřka neznatelné světelné přechody nebo děje zachycené v neobyčejných nuancích, téměř na hranici možností lidského oka.
V monochromatických modrých přímořských krajinách z let 2015-2016 autor využívá přirozené barvy obnošené džínoviny. Tmavou čáru obzoru, na které plují sotva viditelné plachetnice, tvoří šev dvou sešitých kusů nohavic a jejich odřená část dodává obrazu magické světlo (Benirrás, 2015-2016, Ibiza, 2016). Protějškem jsou expresivní barevné krajiny, kde výrazně reliéfní podklad vypárané látky, z níž místy zůstal zachován pouze útek, je zcela překryt kontrastními akrylovými barvami (Rybník, 2016, Řeka, 2016). To, co je v těchto obrazech důležité, odehrává se ve štěrbinách po vytrhaných nitích a ve způsobu, jakým je malíř propojuje s barevnou kompozicí a tématem díla.

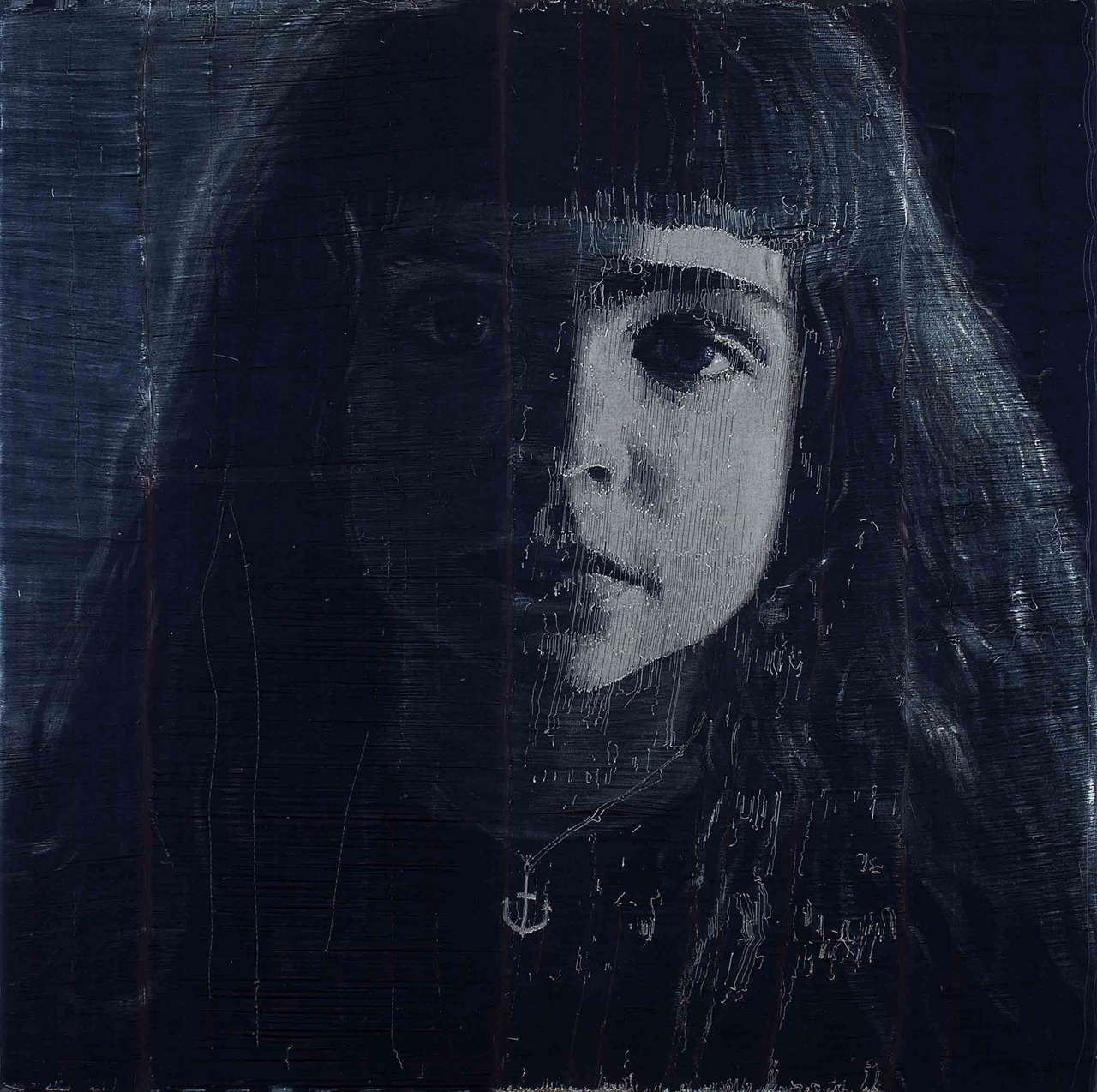
Dívka s kotvou, akryl, páraná riflovina (2011)
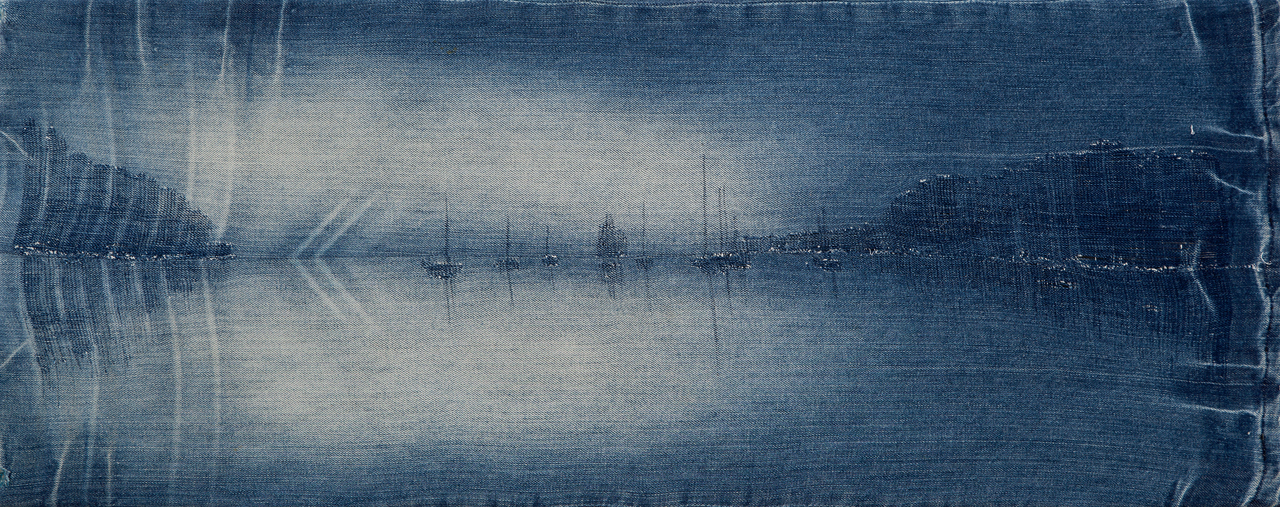
Benirrás, vypáraná riflovina, (2014)
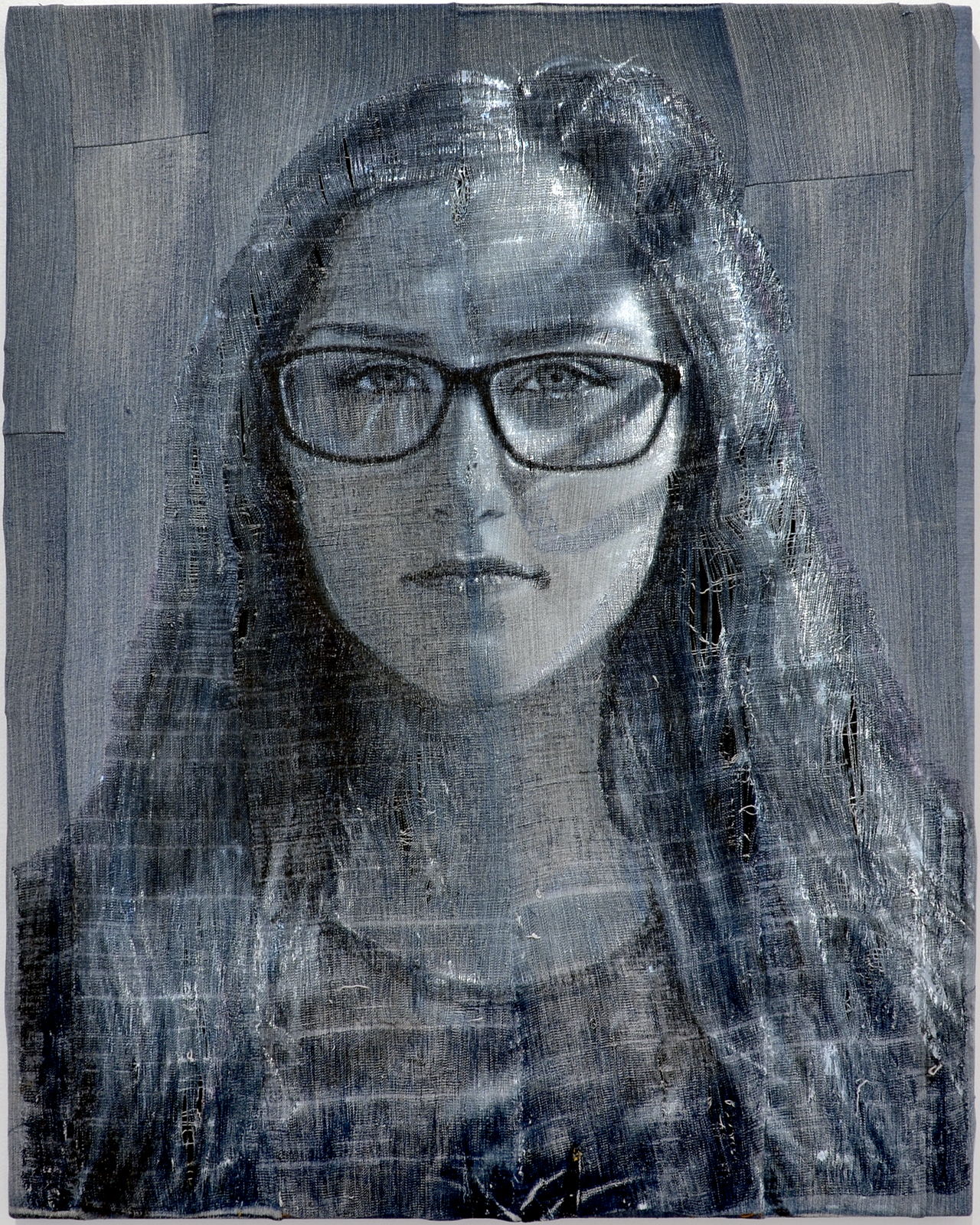
Kateřina, akryl, páraná riflovina (2015)
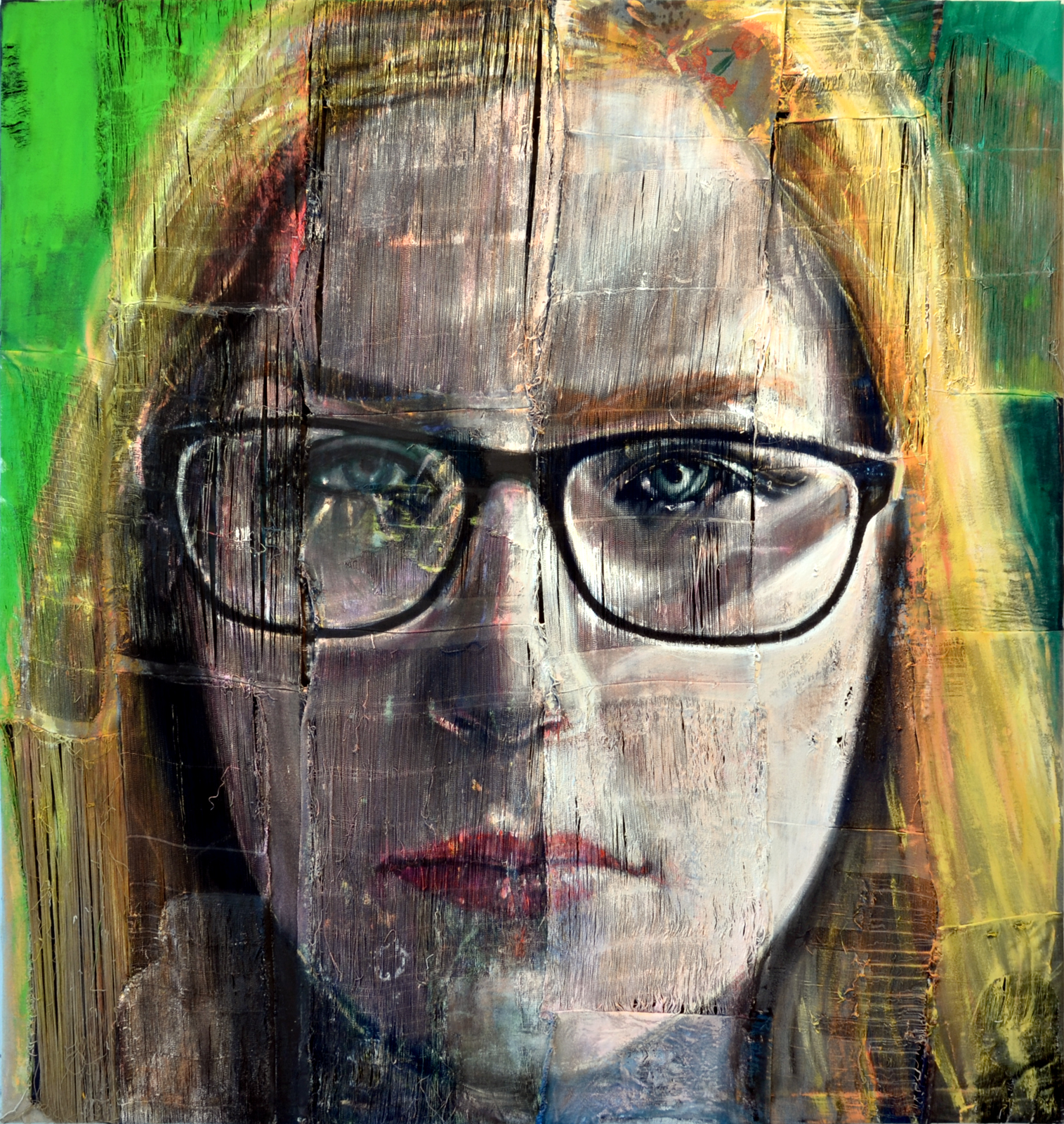
Kateřina II, akryl, páraná riflovina (2015)
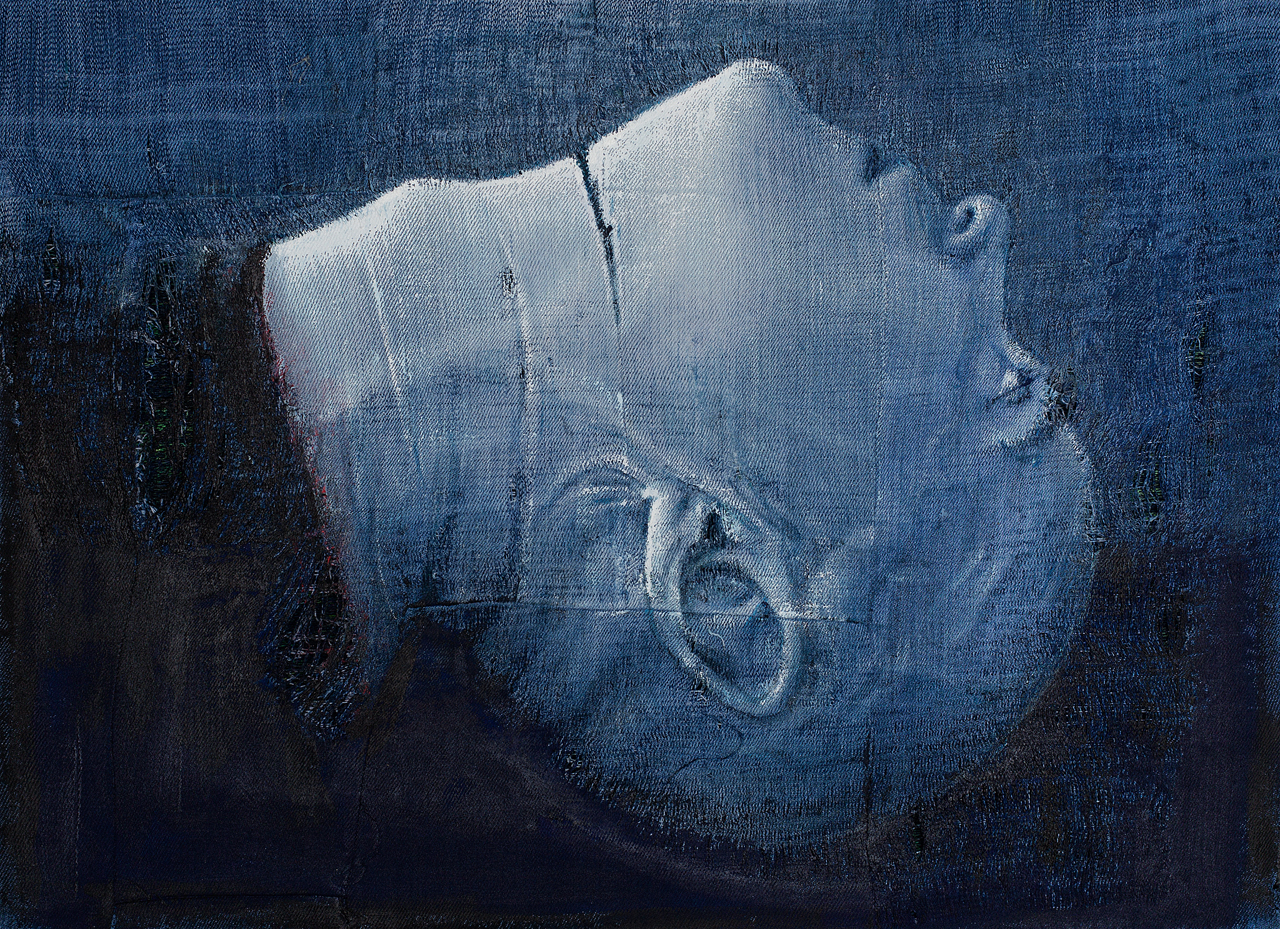
Francis de Nim, akryl, páraná riflovina, 34 X 48 cm (2016)

Matouškovo vizuální přemýšlení je v základní rovině především symbolické, s prvkem romantismu. Pro své portréty čerpá inspiraci v postavách umělecké sféry jako byl Georges Seurat (I-VII, 2018-2022), věčný outsider Camille Pissarro (I-IV, 2019) nebo anarchistický sympatizant Paul Signac (I-VII, 2018-2022) do nějž se v jednom z obrazů stylizoval (Já jako Signac, 2022). Svá zásadní témata zobrazuje s až obsedantním zaujetím v otevřených řadách. Prostřednictvím tradičních témat ale skrytě vypráví svůj vlastní příběh, kterým je výjimečný.

### Autorské výstavy
- 1998 Galerie Na bidýlku, Brno
- 1998 Červen, Galerie Václava Špály, Praha
- 1999 Obrazy, Galerie MXM, Praha
- 2000 Antikvariát a klub s galerií Černý pavouk, Ostrava
- 2000/2001 Galerie Tvrdohlaví, Praha
- 2001/2002 Galerie MXM, Praha
- 2002 Krajiny a portréty, Galerie Václava Špály, Praha
- 2003 Výstavní síň Sokolská 26, Ostrava
- 2006 Galerie A. M. 180, Praha
- 2006 Portréty a krajiny, Galerie ad astra, Kuřim
- 2007 Kdo mě dneska hlídá?, Galerie České pojišťovny, Praha
- 2008 Galerie Caesar, Olomouc
- 2009 Modrá, bílá, zelená, žlutá, hnědá, červená, Galerie města Blanska
- 2009 Co na světě mám rád / What's dear to me in this world, Galerie 5. patro, Praha
- 2009 New Yorky, Galerie ad astra, Kuřim[21]
- 2010 de Nîmes, DOX, Velká věž, Praha[22]
- 2011 Kindertherapie, Galerie 5. patro, Praha
- 2012 Dívka s kotvou, Galerie Sýpka, Valašské Meziříčí[23]
- 2012 Podle skutečnosti, Galerie Petr Novotný, Praha[24]
- 2013 Chtěl bych být krajinářem, Galerie 1. patro, Praha[25]
- 2014 Spirtitprints (s Monikou Drápalovou), Fox Gallery, Praha
- 2016 Galerie Felixe Jeneweina, Kutná Hora
- 2016 Vnitřní světlo, Svatý Antonín a jiné obrazy, Klášterní kostel sv. Antonína Paduánského, Sokolov[4]
- 2017 Blue jeans, Galerie Václava Špály, Praha
- 2021 Jeans Store, White & Weiss Contemporary Art Gallery (White & Weiss Gallery), Bratislava
- 2022 Džíny, nůžky a sprej / Jeans, Scissors and Spray, Trafo Gallery, Praha 7
- 2025 František Matoušek AKA Francis de Nim/Obrazy a kytka, Galerie výtvarného umění v Chebu